# Banchus polychromus
Banchus polychromus là một loài tò vò trong họ Ichneumonidae.